# Kavalleriemarsch

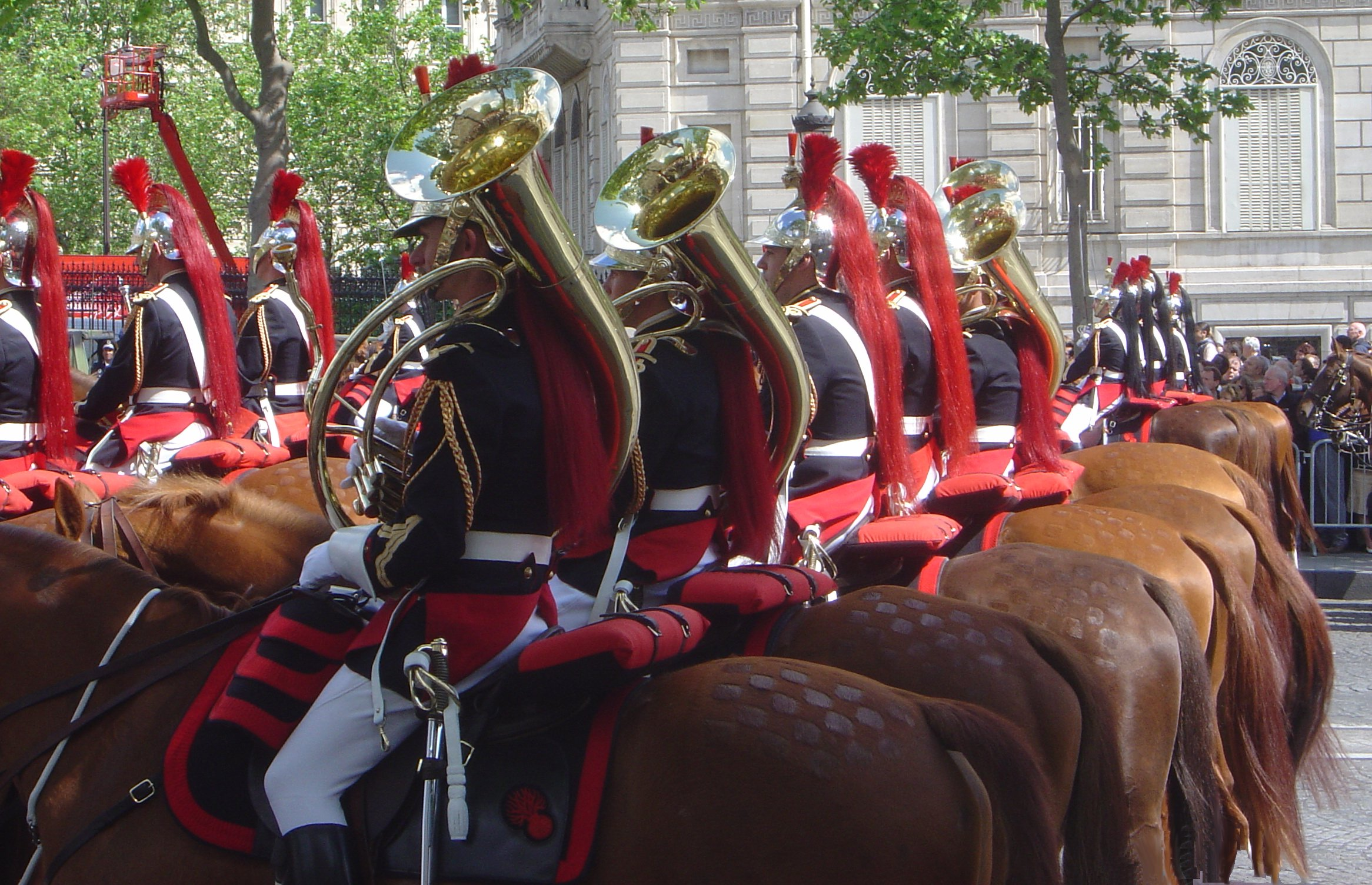
Kavallerie-Musikkorps der französischen Garde républicaine

Unter einem Kavalleriemarsch versteht man ein Werk der militärischen Marschmusik, das ursprünglich der musikalischen Untermalung der Bewegung berittener Truppen (Kavallerie, Feldartillerie) im Feld und bei Paraden diente. Aufgrund der besonderen Rhythmik des Pferdeschritts wurden solche Märsche meist im 6/8-Takt verfasst, der harte 2/4- bzw. 4/4-Takt der Infanteriemärsche war dazu wenig geeignet. Auch die Besetzung der Kavallerietrompeterkorps (Fanfaren, Pauken) unterschied sich wesentlich von ihren Gegenparts bei den Fußtruppen (Trompeten, Pfeifen, kleine Trommeln).

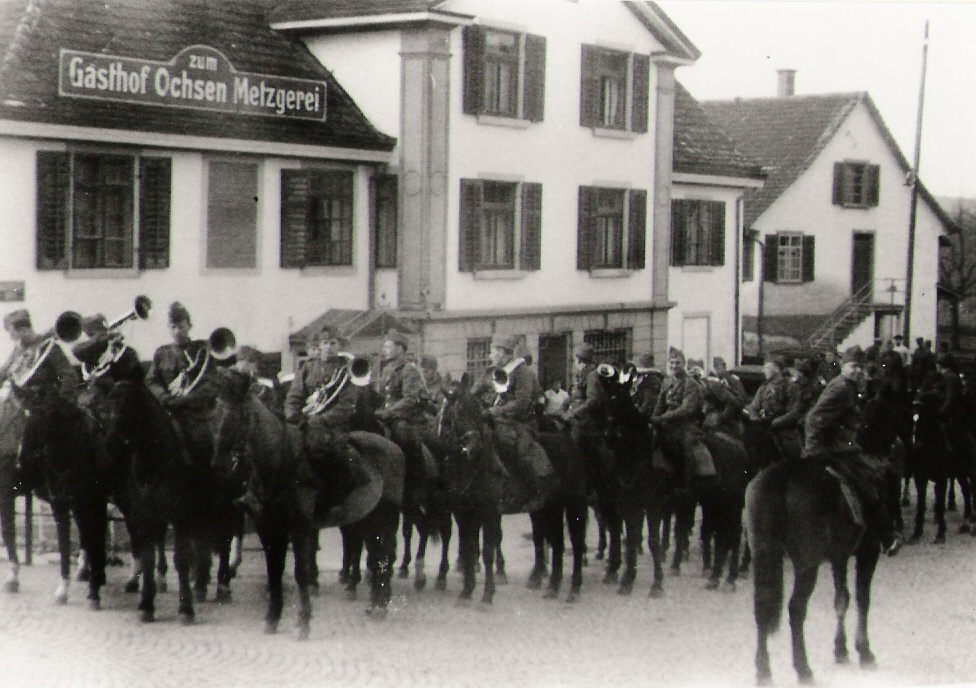
Kavalleriemusik der Schweizer Armee während des Zweiten Weltkriegs

Mit dem Ende der Kavallerie als Bestandteil moderner Armeen haben Kavalleriemärsche den eigentlichen Zweck ihrer musikalischen Besonderheiten verloren, sie dienen heute gleichwertig mit Infanteriemärschen als Truppenmärsche aller Waffengattungen. Aus Traditionsgründen existieren aber noch in einigen Staaten (Großbritannien, Frankreich (s. Bild), Schweden etc.) berittene Einheiten, die auch noch über Kavallerietrompeterkorps verfügen.
Unterschieden wurden Kavalleriemärsche nach ihren Tempi in drei Kategorien: Märsche im Schritt (langsames Tempo), Märsche im Trab (schnelleres Tempo) und Märsche im Galopp (schnelles Tempo). Üblicherweise verfügten berittene Einheiten über einen Präsentier- oder Aufstellungsmarsch sowie je einen Truppenmarsch im Schritt, im Trab und einen im Galopp.
In der deutschen Armeemarschsammlung finden sich Kavalleriemärsche in der III. Sammlung, in der Heeresmarschsammlung in den Sammlungen IIIA und IIIB.

## Bekannte deutsche Kavalleriemärsche
- Parademarsch der 18er Husaren (auch Großenhainer) – Alwin Müller
- Frei weg! – Carl Latann
- Des Großen Kurfürsten Reitermarsch – Kuno Graf von Moltke
- Hie guet Brandenburg allewege! (Fanfarenmarsch Nr. 1) – Richard Henrion
- Fehrbelliner Reitermarsch (Fanfarenmarsch Nr. 2) – Richard Henrion
- Kreuzritterfanfare – Richard Henrion
- Marsch der finnländischen Reiterei – unbekannt
- Marsch des hannoverschen Dragonerregiments „Cambridge“ – unbekannt
- Kürassiermarsch „Großer Kurfürst“ – Walter von Simon